# 街頭魔法王
《街頭魔法王》（英語：Street Sorcerers）是香港電視廣播有限公司製作的魔術真人秀節目。全節目共4集，由林盛斌、泰臣擔任主持，由配音員陳卓智、陳廷軒擔任旁白。本節目於香港時間2013年11月9日起，逢星期六 20:30－21:30於翡翠台和高清翡翠台播出，並於myTV提供節目重溫。

## 每集內容
| 集數 | 播映日期 | 主題                           |
| 01   | 11月9日  | 甄澤權海上表演凌空懸浮         |
| 02   | 11月16日 | 美國魔術師將玉龜變成活生生小龜 |
| 03   | 11月23日 | 千語BB極速變衫                 |
| 04   | 11月30日 | 甄澤權讓盆栽瞬間生長           |

## 收視
以下為本節目於香港無綫電視翡翠台、高清翡翠台之收視紀錄：
節目成為了 TVB 2013年星期六時段「綜藝節目」類別中最高收視節目。
| 集數 | 日期           | 平均收視 |
| 01   | 2013年11月9日  | 24點     |
| 02   | 2013年11月16日 | 24點     |
| 03   | 2013年11月23日 | 24點     |
| 04   | 2013年11月30日 | 24點     |

## 外部連結
- 無綫電視節目網頁 - 街頭魔法王 （页面存档备份，存于）